# Bűzöslazac-alakúak
A bűzöslazac-alakúak (Osmeriformes) a csontos halak (Osteichthyes) főosztályának sugarasúszójú halak (Actinopterygii) osztályába tartozó rend.

## Rendszerezés
A rendbe az alábbi alrendek, főcsaládok és családok tartoznak.

### Argentinoidei
Az Argentinoidei alrendbe 2 főcsalád tartozik
- Alepocephaloidea – 4 család
  - Tarfejűhalfélék (Alepocephalidae)
  - Bathylaconidae
  - Leptochilichthyidae
  - Platytroctidae
- Argentinoidea – 4 család
  - Argentinidae
  - Bathylagidae
  - Microstomatidae
  - Opisthoproctidae

### Bűzöslazacalkatúak
Az bűzöslazac-alkatúak (Osmeroidei) alrendbe 2 főcsalád tartozik
- Galaxioidea – 3 család
  - Csukalazacfélék (Galaxiidae)
  - Lepidogalaxiidae
  - Retropinnidae
- Osmeroidea – 2 család
  - Bűzöslazacfélék (Osmeridae)
  - Salangidae